# Bathybates minor
Bathybates minor là một loài cá thuộc họ Cichlidae. Nó được tìm thấy ở Burundi, Cộng hòa Dân chủ Congo, Tanzania, và Zambia. Các môi trường sống tự nhiên của chúng là hồ nước ngọt có nước theo mùa and vùng đồng bằng nội địa. Nó bị đe dọa do mất môi trường sống.